# Alan Cleland
Alan Cleland Quiñonez (Boca de Pascuales, Colima, 2002) es un surfista mexicano y el primero en representar a México en los Juegos Olímpicos de París 2024 en dicho deporte.

## Trayectoria deportiva
Comenzó a practicar surf a los 13 años de edad y cuando decidió hacerlo profesionalmente, se mudó a California y participar en competencias como el Campeonato Mundial Juvenil ISA, la Serie Clasificatoria WSL, el Powerade Surf Open de Acapulco y el US Open.
Su participación en los JJOO 2024 concluyó en octavos de final.

## Palmarés
| Año  | Lugar                        | Puntuación | Competición              |
| ---- | ---------------------------- | ---------- | ------------------------ |
| 2024 | Huntington Beach, California | 12.70      | US Open de Surf          |
| 2023 | El Salvador                  | 9.73       | Juegos Mundiales de Surf |

## Premios y reconocimientos
- En 2024, se convirtió en el primer mexicano en ganar el Abierto de Surf de Estados Unidos.[8][9][10]